# Strawberry Record
strawberry record（ストロベリーレコード）は、日本の4人組ポップスユニット。1998年埼玉県にて結成。長期の自主制作期間を経て、2007年10月「milc」でメジャーデビュー。所属レコード会社はCAMエンタテインメント。憂鬱をコンセプトの軸に置きながらも陰湿にはならず、前衛的な楽曲を制作している。通称はストレコ。

## メンバー
- こまち12月3日生まれ O型　（vocal,lyrics）
- lahcim（らーしむ）1月11日生まれ O型　（keyboard,lyrics,composition,programming）
- 石坂（いしざか）1月8日生まれ O型　（bass,mixing,mastering,composition,programming）
- mana（まな）8月22日生まれ A型　（guitar,composition,programming）

### サポートメンバー
- furufuru（ふるふる）8月24日生まれ （drums）

## 概要
1998年、高校時代バンドを組んでいた小町とともに、lahcimが同じ大学の石坂をスカウトする形でstrawberry recordを結成、音楽活動を開始する。以後約5年間で各5枚のシングル、アルバムを発表。その後、大手レーベルからのアプローチがあるものの、lahcimが海外留学直前であるために見送り、その際に話を聞いたプロデューサーからのアドバイスを受けて、2004年、lahcim不在ながらも小町･石坂はライブ活動を開始する。
2005年、6thアルバム「nina」の発表を期に、ライブサポート、楽曲制作に参加していたmanaが正式にメンバーとして加入する。また、同年はオンライン上での活動拠点であったNEXT MUSIC japan主催のコンテスト「NEXT MUSIC AWARDS 2004 2nd Act」にて「nina」からの楽曲「GRETEL」の楽曲賞受賞、テクノ界の大御所と言われるサエキけんぞうのイベントにゲストとして出演するなど、それまでで最も活動的な年となった。lahcim帰国後の2006年はメンバー加入による制作方法の見直しを図るため、楽曲制作に専念。10月に7thアルバム「mimeme」を発表する。
2007年、「NEXT MUSIC AWARDS 2006 2nd Act」において「mimeme」からの楽曲「君が最強」がグランプリを獲得。これをきっかけに、同年10月10日「milc」にてメジャーデビューを果たす。なお、メジャーデビューに際し、自主制作盤の販売を停止している。
2010年、BLOG上にて無期限活動休止を宣言。

## 来歴
1998年
- 小町、lahcim、石坂でstrawberry record結成。自主制作活動を開始。

1999年
- 1月　1stアルバム「So no body is still here.」発売。
- 2月　1stシングル「怒号の果て」発売。

2000年
- 2ndアルバム「handicapped satisfaction」発売。

2001年
- 1月　2ndシングル「summoner」発売。
- 2月　3rdシングル「no brain, no pain」発売。
- 3月　4thシングル「Saturday night Special」発売。
- 4月　5thシングル「eglogue」発売。

2003年
- 1月　3rdアルバム「pessimist」発売。
- 9月　4thアルバム「説明不足」、同時に5thアルバム「demagog」発売。

2004年
- 7月　6thシングル「終わりの花」発売。

2005年
- 1月　6thアルバム「nina」発売。サポートギターとしてライブ、アルバム制作に参加していたmanaが正式メンバーとして加入。
- 4月　インディーズコミュニティサイト　NEXT MUSIC Japan「NEXT MUSIC AWARDS 2004 2nd Act」において「GRETEL」が楽曲賞を受賞。
- 7月　有線音楽番組において「いかさま師」が3週間第1位をキープ。グランプリ獲得。
- 9月　サエキけんぞうの定期イベント「テクノエレガンス vol.11」にゲスト出演。
- 11月　2年の留学期間を終え、lahcimが日本に帰国。

2006年
- 1月　7thシングル「怒号の果て（リメイク）」発売。
- 10月　7thアルバム「mimeme」発売。

2007年
- 2月　NEXT MUSIC Japan「NEXT MUSIC AWARDS 2006 2nd Act」において、「君が最強」がグランプリを受賞。
- 10月　1st album「milc」発売。CAM ENTERTAINMENTよりメジャーデビュー。

2008年
- 3月　2nd album「circa」発売。
- 10月　3rd album「scintilla」発売。

2009年
- 5月　4th album「thesaurus」発売（配信限定）。

## ディスコグラフィ

### インディーズ（自主制作）

#### アルバム
1. So nobody is still here.　1999年7月11日
  1. never sing to me again
  2. message from Tokyo
  3. strawberry fields
  4. 帰り道
  5. 小春
  6. piano works op.3
  7. sacrifice
  8. So nobody is stll here
  9. calling
  10. Hypnotica
  11. jamming trigger
  12. 還元
2. handicapped satisfaction　2000年6月20日
  1. love you because you do
  2. destination
  3. handicapped satisfaction
  4. sweet season
  5. 怒号の果て
  6. piano works Op.3-2
  7. happy spring
  8. unknown
  9. high time
  10. and she said good-bye
3. pessimist　2003年2月28日
  1. simplified
  2. 礫
  3. caminhando
  4. sobrevivre
  5. route299
  6. guff
  7. agnus dei
  8. 千里眼
  9. let's go twilight
  10. last song
  11. 風圧
4. 説明不足　2003年9月18日
  1. いかさま師
  2. 夕暮れ、哀愁
  3. 花のように
  4. シークエンス
  5. 今日はパーティー
  6. かといって
  7. 風下、風上
  8. 春雨の際君はいなくとも
5. demagog　2003年9月18日
  1. widow
  2. scene
  3. controlled
  4. silent D
  5. hygreas
  6. signals
  7. normal play
  8. sugar line
6. nina　2005年1月13日
  1. aid
  2. 傀儡
  3. cue
  4. 二の句
  5. inane
  6. slow match
  7. dogma
  8. 風花
  9. 詞
  10. GRETEL
  11. sound clicker
  12. drive me!!!
  13. no compassion
  14. industrial estate
  15. over cast
7. mimeme　2006年10月13日
  1. assigned
  2. 君が最強
  3. log-in
  4. レントゲン表現
  5. knock
  6. Rendezvous0.003
  7. 巨大な砦
  8. symmetrique
  9. 過ぎた通り雨さえ
  10. あて先はいちご

#### シングル
1. 怒号の果て　1999年10月1日
  1. 怒号の果て
  2. 蚯蚓の骸
  3. 怒号の果て（instrumental）
2. summoner　2001年4月11日
  1. summoner
  2. 遺言
  3. I could lose my identity on saturday afternoon or walking alone on the sky above.
  4. handicapped prayer
3. no brain, no pain　2001年9月11日
  1. no brain,no pain
  2. また明日
  3. 帰路
4. Saturday night Special　2001年10月12日 
  1. saturday night special
  2. everlasting
  3. 告別
5. eglogue　2002年4月12日
  1. eglogue
  2. consolation
  3. garden melancholic
6. 終わりの花　2004年7月15日
  1. 終わりの花
  2. circumstance
  3. sign
  4. common object
  5. pathetic sketch
  6. echoes
7. 怒号の果て（リメイク）　2006年1月13日
  1. 怒号の果て（リメイク）
  2. くるり
  3. 蚯蚓の骸
  4. 花と月
  5. ネヴァーエンド

### メジャー

#### アルバム
1. milc　2007年10月10日
  1. 君が最強
  2. 遺言
  3. log-in
  4. controlled
  5. かといって
  6. agnus dei
  7. Silent D
  8. くるり
  9. assigned
  10. no brain,no pain
  11. symmetrique
  12. 風花
2. circa　2008年3月19日
  1. route299
  2. サクラシュレッダー
  3. GRETEL
  4. 千の花
  5. sound clicker
  6. 浜辺の詩
  7. 町 (BONUS TRACK)
3. scintilla　2008年10月8日
  1. 分裂メリーゴーランド
  2. 仮にね、
  3. ドロップス
  4. all mine
  5. ナイショのハナシ
  6. Hello,Hello.
  7. 逆生活
  8. 地へ淵へ
  9. unknown
  10. BABEL
  11. シルク
  12. la mariee
4. thesaurus　2009年5月13日（配信限定）
  1. mono-tone
  2. fake
  3. debri
  4. pulse